# Station Spontin-Sources
Het station Spontin-Sources is een spoorweghalte langs spoorlijn 128 in Spontin een deelgemeente van de gemeente Yvoir.
De naam is afgeleid van de aanwezigheid van de vele bronnen in de omgeving, die zorgen voor het drinkwater in de Brusselse agglomeratie.
Het station heeft geen stationsgebouw, wel een goederenkoer.
De nabijgelegen steengroeve "Carrières de la Rochette" leverde tot 1983 ballast voor de NMBS.
0,0: Ciney ·
1,9: Halloy ·
3,5: Braibant ·
6,1: Sovet ·
6,9: Senenne ·
8,8: Spontin ·
9,8: Spontin-Sources ·
11,6: Dorinne-Durnal ·
14,2: Purnode ·
16,0: Évrehailles-Bauche ·
18,5: Yvoir-Carrière ·
20,7: Yvoir